# Raymond Abrashkin
Œuvres principales
Danny Dunn
Raymond Abrashkin (New York (État de New York), 9 mars 1911 – Weston (Connecticut), 25 août 1960) est un écrivain américain.

## Biographie
Raymond Abrashkin naît à Brooklyn, fils de Harry Abrashkin originaire l'actuelle Dnipropetrovsk, en Ukraine, et Bertha Kornfeld, née en Angleterre. 
Il fait ses études au City College of New York, puis enseigne dans divers établissements publics de New York. Après avoir servi pendant la guerre dans l'United States Maritime Service (en), il devient éditeur pour les éditions Reynal & Hitchcock surtout connu pour la série de science-fiction pour la jeunesse Danny Dunn (en) qu'il co-écrit avec Jay Williams (en) depuis 1956. Pour souligner la contribution d'Abrashkin dans la genèse de la série, Williams insistera pour qu'il soit mentionné comme co-auteur même sur les volumes parus après sa mort. Il a aussi écrit et réalisé Le Petit Fugitif sous le pseudonyme de Ray Ashley.
Alors qu'il travaillait sur son film à Coney Island, Abrashkin est atteint de sclérose latérale amyotrophique, dont il décède à l'âge de 49 ans.

## Œuvres
- Danny Dunn and the Anti-Gravity Paint
- Danny Dunn on a Desert Island
- Danny Dunn and the Homework Machine
- Danny Dunn and the Weather Machine
- Danny Dunn on the Ocean Floor
- Danny Dunn and the Fossil Cave
- Danny Dunn and the Heat Ray
- Danny Dunn, Time Traveller
- Danny Dunn and the Automatic House
- Danny Dunn and the Voice From Space
- Danny Dunn and the Smallifying Machine
- Danny Dunn and the Swamp Monster
- Danny Dunn, Invisible Boy
- Danny Dunn Scientific Detective
- Danny Dunn and the Universal Glue

## Filmographie
- 1953 : Le Petit Fugitif : scénario et réalisation

## Distinctions
- Oscars du cinéma 1954 : Nomination pour l'Oscar de la meilleure histoire originale pour Le Petit Fugitif